# Der zweite Kurzschluss
Der zweite Kurzschluss ist ein deutscher Kurzfilm aus dem Jahr 2023. In den Hauptrollen sind Anke Engelke und Matthias Brandt zu sehen.

## Handlung
Bettina Maurer und Martin Hofmann treffen sich auf einer Silvesterparty in einer Turnhalle. Da Bettina im letzten Jahr das zentrale städtische Feuerwerk ruiniert hat, da sie in einer Bankfiliale eingeschlossen war und dieses nicht zünden konnte, ist sie nun auf der Party unerwünscht. Daher bleibt sie erst recht dort, um Vera und Olli zu verärgern. In weiterer Folge kommt es zu einem Handgemenge zwischen Martin und Olli und so verschanzen sich Bettina und Martin in einem Geräteraum, in welchem auch das diesjährige Feuerwerk gelagert wird. Während Olli und Vera versuchen, von außen eine Glasscheibe abzuschrauben, zünden Bettina und Martin Böller und werfen sie durch einen Lüftungsschlitz in die Turnhalle. Darauf geben Olli und Vera auf und verlassen mit den anderen Partygästen die Turnhalle und Bettina und Martin kommen sich im Geräteraum näher und küssen sich schließlich. Wieder einmal feiern die beiden mit Glückskeksen und Sekt in das neue Jahr hinein. Irgendwann wollen die beiden dann doch aus dem Geräteraum und stürmen mit einer Fahnenstange bewaffnet und unter lautem Geschrei in die Turnhalle. Dort müssen die beiden feststellen, dass niemand mehr da ist. Schließlich verlassen sie gemeinsam die Turnhalle und die Party.

## Veröffentlichung
Der zweite Kurzschluss ist eine Silvesterkomödie, welche am 30. Dezember 2023 in der ARD Mediathek veröffentlicht und bei Das Erste erstausgestrahlt wurde.

## Kritik
Die Frankfurter Rundschau mutmaßt in ihrer Kritik, mit dem „halbstündigen TV-Kleinod“ Der zweite Kurzschluss, der an die Vorjahreskomödie Kurzschlus anknüpft, werde vielleicht eine neue Silvestertradition begründet und schreibt dann, die eigentliche Qualität der beiden 30-Minüter liege in der „stillen, hintersinnigen Komik, den satirisch gefärbten Nebenbemerkungen zu typischen Erscheinungen und Verhaltensweisen unserer Zeit“.